# I et pensaves que els teus pares eren estranys
I et pensaves que els teus pares eren estranys (títol original: And You Thought Your Parents Were Weird) és una comèdia de ciència-ficció estatunidenca dirigida per Tony Cookson, sortida l'any 1991. Ha estat doblada al català.

## Argument
Dos nens, Joshua i Max, orfes de pare, construeixen un robot, Newman, proveït d'intel·ligència artificial per ajudar la seva mare en totes les tasques domèstiques. Però, en una sessió d'espiritisme feta per Halloween, l'esperit del seu difunt pare pren possessió del robot. Els nois estan encantats del "retorn" del seu pare, però ell s'adona ràpidament que uns malfactors volen apoderar-se del robot…

## Repartiment
- Marcia Strassman: Sarah Carson
- Joshua John Miller: Joshua Carson
- Edan Gross: Max Carson
- John Quade: Walter Kotzwinkle
- Sam Behrens: Steve Franklin
- Alan Thicke: Matthew Carson / veu de Newman
- Susan Gibney: Alice Woods
- A. J. Langer: Beth Allen
- Robert Clotworthy: Mike Abbott
- Armin Shimerman: Jutge del concurs
- Allan Wasserman: Mel

## Nominacions[calcitació]
- Premis Saturn 1992: 
  - Millor jove actor (Joshua John Miller)
- Premis Young Artist 1993 :
  - Millor jove actor (Joshua John Miller)
  - Millor jove actor secundari (Edan Gross)
  - Millor jove actriu secundària